# (9392) Cavaillon
(9392) Cavaillon (1994 PK7) – planetoida z grupy pasa głównego asteroid okrążająca Słońce w ciągu 3,82 lat w średniej odległości 2,44 j.a. Odkryta 10 sierpnia 1994 roku.